# Chãs de Tavares
Chãs de Tavares is een plaats (freguesia) in de Portugese gemeente Mangualde en telt 1200 inwoners (2001).